# Jeu de paume na letnich igrzyskach olimpijskich

Jeu de paume obecne było w programie igrzysk olimpijskich jeden raz. Rywalizacja o medale odbyła się podczas Letnich Igrzysk Olimpijskich 1908 w Londynie w jednej konkurencji - grze pojedynczej mężczyzn. 

## Kalendarium
| Rok  | Miejscowość | Kraj            | Zawody                                               |
| ---- | ----------- | --------------- | ---------------------------------------------------- |
| 1908 | Londyn      | Wielka Brytania | Jeu de paume na Letnich Igrzyskach Olimpijskich 1908 |

## Zawody
| Konkurencja             | 96 | 00 | 04 | 08 | 12 | 20 | 24 | 28 | 32 | 36 | 48 | 52 | 56 | 60 | 64 | 68 | 72 | 76 | 80 | 84 | 88 | 92 | 96 | 00 | 04 | 08 | 12 | 16 | Razem |
| ----------------------- | -- | -- | -- | -- | -- | -- | -- | -- | -- | -- | -- | -- | -- | -- | -- | -- | -- | -- | -- | -- | -- | -- | -- | -- | -- | -- | -- | -- | ----- |
| Gra pojedyncza mężczyzn |    |    |    | •  |    |    |    |    |    |    |    |    |    |    |    |    |    |    |    |    |    |    |    |    |    |    |    |    | 1     |
|                         |    |    |    |    |    |    |    |    |    |    |    |    |    |    |    |    |    |    |    |    |    |    |    |    |    |    |    |    |       |
| Ogólnie                 | -  | -  | -  | 1  | -  | -  | -  | -  | -  | -  | -  | -  | -  | -  | -  | -  | -  | -  | -  | -  | -  | -  | -  | -  | -  | -  | -  | -  | 1     |

## Klasyfikacja medalowa
| Miejsce | Państwo           |   |   |   | Razem |
| ------- | ----------------- | - | - | - | ----- |
| 1.      | Stany Zjednoczone | 1 | 0 | 0 | 1     |
| 2.      | Wielka Brytania   | 0 | 1 | 1 | 2     |